# Ghazl El-Mehalla
El Ghazl El-Mahalla es un club de fútbol de Egipto, de la ciudad de El-Mahalla El-Kubra. Fue fundado en 1927 y juega en la Primera División de Egipto.

## Historia
Fue fundado en 1927 por trabajadores de las fábricas de la ciudad de El-Mahalla El-Kubra. En 1973 el equipo consiguió ganar el título de Liga. Además ha conquistado la Copa de Egipto en seis ocasiones. Participó dos veces en la Liga de Campeones de la CAF, llegando a la final en 1974, partido que perdió contra el CARA Brazzaville congoleño. En 2002 disputó la Recopa Africana, aunque no pasó de cuartos de final.

## Uniforme
- Uniforme titular: Camiseta celeste, pantalón negro y medias negras.
- Uniforme alternativo: Camiseta negra y blanca, pantalón blanco, medias blancas.

## Estadio
El Ghazl El-Mehalla juega en el Estadio El Mahalla. Tiene capacidad para 29.000 personas. 

## Jugadores

#### Plantilla: 2024-25
- Actualizado al 7 de noviembre de 2024[1]

## Entrenadores
- Khaled Eid (?-agosto de 2021)[2][3]
- Mokhtar Mokhar (septiembre de 2021)[4][5]
- Mohamed Odeh (septiembre de 2021-diciembre 2021)
- Abdelhamid Bassiouni (enero de 2022-mayo 2022)
- Mostafa Abdo (mayo de 2022-septiembre 2022)
- Nikodimos Papavasiliou (septiembre de 2022-enero 2023)
- Abdelbaki Gamal (enero de 2023-abril 2023)
- Reda Shehata (abril de 2023-julio 2023)
- Khaled Eid (julio de 2023-noviembre 2023)
- Hossam Abdel-Aal (noviembre de 2023-enero 2024)
- Ahmed Eid (enero de 2024-)

## Palmarés
- Liga egipcia(1): 1973
- Copas de Egipto(0):

- Subcampeón (6): 1975, 1979, 1986, 1993, 1995 y 2001

## Participación en competiciones de la CAF
| Temporada | Torneo                            | Ronda            | Club             | Casa | Visita | Global      |
| --------- | --------------------------------- | ---------------- | ---------------- | ---- | ------ | ----------- |
| 1974      | Copa Africana de Clubes Campeones | 2                | Al-Hilal         | 4-1  | 1-4    | 5-5 (4-2 p) |
| 1974      | Copa Africana de Clubes Campeones | Cuartos de final | Abaluhya United  | 3-0  | 1-1    | 4-1         |
| 1974      | Copa Africana de Clubes Campeones | Semifinales      | Simba SC         | 1-0  | 0-1    | 1-1 (3-0 p) |
| 1974      | Copa Africana de Clubes Campeones | Final            | CARA Brazzaville | 1-2  | 2-4    | 3-6         |
| 1975      | Copa Africana de Clubes Campeones | 2                | Express FC       | 1-0  | 1-1    | 2-1         |
| 1975      | Copa Africana de Clubes Campeones | Cuartos de final | Al-Merrikh SC    | 2-1  | 0-0    | 2-1         |
| 1975      | Copa Africana de Clubes Campeones | Semifinales      | Enugu Rangers    | 3-1  | 0-3    | 3-4         |
| 2002      | Recopa Africana                   | 1                | Express FC       | 2-1  | 1-2    | 3-3 (4-1 p) |
| 2002      | Recopa Africana                   | 2                | Al-Ahly Trípoli  | 2-0  | 1-2    | 3-2         |
| 2002      | Recopa Africana                   | Cuartos de final | Asante Kotoko    | 4-2  | 0-3    | 4-5         |